# Гуревич Дмитро Борисович
Дмитро Борисович Гуревич (рос. Дмитрий Борисович Гуревич; нар. 11 вересня 1956, Москва) – американський шахіст російського походження, гросмейстер від 1983 року.

## Шахова кар'єра
До кінця 1970-х років виступав тільки на турнірах, що проводилися в Радянському Союзі. 1980 року емігрував до США і оселився в Нью-Йорку. 1981 року грав за збірну США на зіграному в Граці командному чемпіонаті світу серед студентів і поділив 2-ге місце (позаду Ентоні Майлса, разом з Реймондом Кіном і Сергієм Кудріним) на турнірі за швейцарською системою в Манчестері.
У наступних роках здобув низку міжнародних успіхів, зокрема:
- тричі на турнірі World Open[1] у Filadelfii (1981 – поділив 1-ше місце разом з Ігорем Івановим, Джоелем Бенджаміном i Майклом Роде, 1982 – поділив 1-ше місце разом з Ніком де Фірміаном, Джоном Федоровичем i Юджином Меєром, а також 1985 – поділив 1-ше місце разом з Максимом Длугі i Єгудою Грюнфельдом),
- двічі на турнірах U.S. Open Chess Championship (Бостон 1988 – 1-ше місце, а також Чикаго 1994 – поділив 1-ше місце разом із, зокрема, Бенджаміном Файнголдом i Смбатом Лпутяном),
- чотири рази на турнірах Chicago Open[2] у Чикаго (1992 – поділив 1-ше місце разом з Григорієм Кайдановим, 1994 – 1-ше місце, 1998 – поділив 1-ше місце разом з Олександром Шабаловим, Борисом Гулько, Ігорем Новіковим, Джоелем Бенджаміном, Джоном Федоровичем i Джошуа Вайцкіном, а також 1999 – поділив 1-ше місце разом з Олександром Бєлявським, Олександром Гольдіним, Григорієм Кайдановим, Георгієм Качеїшвілі, Олесандром Шабаловим i Олександром Івановим),
- двічі на турнірах North American Open[3] у Лас-Вегасі (1993 – поділив 1-ше місце разом з Максимом Длугі, Волтером Брауном i Георгієм Орловим, а також 1995 – поділив 1-ше місце разом з Ігорем Івановим i Сергієм Кудріним),
- поділив 1-ше місце у Брайтоні (1982, разом з Гудмундуром Сігурйонссоном i Яковом Муреєм),
- посів 1-ше місце у Нью-Йорку (1983),
- поділив 1-ше місце в Єрусалимі (1986, разом з Сіменом Агдестейном),
- поділив 1-ше місце в Сент-Мартіні (1991, разом з Маргейром Петурссоном та Ігорсом Раусісом),
- поділив 1-ше місце в Братто (1998, разом з Леонідом Гофштейном),
- поділив 1-ше місце у Торонто (1998, разом із, зокрема, Ігорем Новіковим i Олександром Шабаловим),
- поділив 1-ше місце в Індіанаполісі (2009, турнір US Open, разом з Александром Лендерманом, Сергієм Кудріним, Олексієм Єрмолінським, Джессі Крааєм i Яцеком Стопою)[4].

Двічі брав участь у турнірах на першість світу за версією ФІДЕ, які проходили за олімпійською системою, в обох випадках програвши свої поєдинки в 1-му раунді: у 1999 році – Сергієві Тівякову, а 2001 року – Рустемові Даутову.
1989 року виступив у складі національної збірної на зіграному в Люцерні командному чемпіонаті світу, на якому американські шахісти посіли 5-те місце.
Найвищий рейтинг Ело в кар'єрі мав станом на 1 січня 1997 року, досягнувши 2580 очок ділив тоді 96-108-те місце в світовому рейтинг-листі ФІДЕ, одночасно займаючи 7-ме місце серед шахістів США.

## Зміни рейтингу
| На цьому місці має відображатися графік чи діаграма, однак з технічних причин його відображення наразі вимкнено. Будь ласка, не видаляйте код, який викликає це повідомлення. Розробники вже працюють для того, щоби відновити штатне функціонування цього графіка або діаграми. | |
| | На цьому місці має відображатися графік чи діаграма, однак з технічних причин його відображення наразі вимкнено. Будь ласка, не видаляйте код, який викликає це повідомлення. Розробники вже працюють для того, щоби відновити штатне функціонування цього графіка або діаграми. |